# Альберто Нуньєс Фейхоо
Альберто Нуньєс Фейхоо (ісп. Alberto Núñez Feijóo, нар. 10 вересня 1961, Оренсе, Іспанія) — іспанський політик, сенатор Іспанії та діючий лідер консервативної Народної партії. Він є кандидатом від Народної партії на посаду голови уряду Іспанії на парламентських виборах 23 липня 2023 року.
З 2009 до 2022 рік обіймав посаду голови уряду автономної спільноти Галісії.

## Біографія

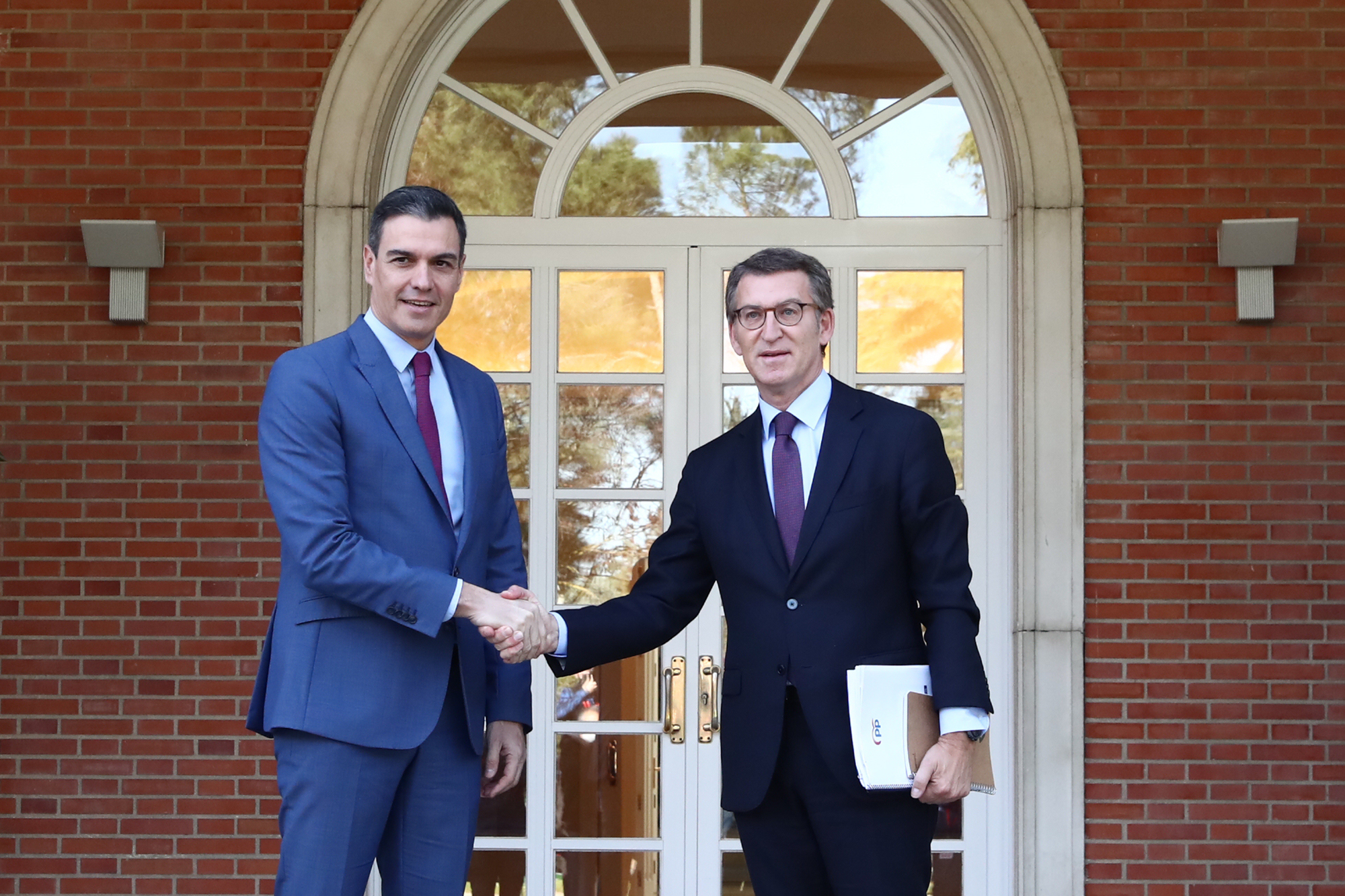
Фейхоо (праворуч) та Прем'єр-міністр Педро Санчес у квітні 2022 року.

Альберто Нуньєс Фейхоо народився 1961 року в Оренсі. Його дитинство пройшло в Лос-Пеаресі, невеликому селі в провінції Оренсе, аж до здобуття ним бакалаврату. Потім переїхав до Сантьяго-де-Компостела для того, щоб вивчати юриспруденцію.
Після закінчення навчання у 1985 році розпочав свою кар'єру чиновником Вищого корпусу адміністрації уряду Галісії. У липні 1991 року розпочав політичну кар'єру з посади технічного секретаря Ради землеробства, тваринництва та полювання уряду Галісії. У 1996 році перевівся на роботу в Мадрид в уряд Хосе Марії Аснара. З травня 2000 до січня 2003 року керував державною громадською організацією «Пошта і телеграф». У цей час відбулася демонополізація організації.
2003 року повернувся до Галісії і увійшов до складу регіонального уряду. 18 січня був призначений радником з питань територіальної політики, громадських робіт та житла. За рік став першим віце-прем'єром.
Після виборів 2005 року Народна партія Галісії втратила вплив у регіоні внаслідок пакту між Соціалістичною партією Галісії та Галісійським націоналістичним блоком. У партії розгорілася боротьба за владу між регіональними лідерами, внаслідок якої Фейхоо на початку 2006 року став лідером Народної партії Галісії.
Парламентські вибори в Галісії, що відбулися 1 березня 2009 року, принесли Народній партії абсолютну більшість голосів (38 місць із 75), внаслідок чого вона змогла сформувати власний уряд, а Нуньєса було обрано головою уряду 16 квітня того ж року.
У 2022 році, після внутрішньої кризи в Народній партії, яка поставила під сумнів лідерство Пабло Касадо і змусила його не з'являтися на позачерговому з'їзді партії, Фейхоо оголосив про свою кандидатуру на посаду голови партії, і в разі перемоги на виборах, він буде кандидат від Народної партії на посаду голови уряду Іспанії.

## Особисте життя
Фейхоо перебував у стосунках з журналісткою Кармен Гамір у період з 2000 до 2012 рік. З 2013 року він перебуває у відносинах з директором Zara Home Євою Карденас, яка народила його єдину дитину, також названого Альберто, у лютому 2017 року.
Фейхоо володіє іспанською та галісійською мовами, в той час як його англійська вважається поганою. За це він зазнав критики з боку опонентів з Іспанської соціалістичної робітничої партії, які стверджували, що для прем'єр-міністра важливо вільно говорити англійською. Він відповів, що на міжнародних самітах завжди є перекладачі.
Фейхоо — католик.